# Pussycat Dolls
Pussycat Dolls este un grup american de fete, ce și-a început cariera drept trupă de dans burlesque. Inițiat de coregrafa Robin Antin în anul 1993, formația a realizat o serie de reprezentații artistice timp de șase ani în Los Angeles, California, până în anul 2001. Antin a refăcut ansamblul în anul 2003, semnând un contract de promovare cu casa de discuri Interscope Records, în vederea comercializării unor produse discografice sub titulatura de Pussycat Dolls. Cele care au ajutat numele să devină cunoscut la nivel mondial au fost solista Nicole Scherzinger, alături de Melody Thornton, Ashley Roberts, Jessica Sutta, Kimberly Wyatt și Carmit Bachar.
Primul extras pe single al grupului nou format, „Don't Cha”, a devenit un succes la nivel mondial, ajungând unul dintre cele mai cunoscute cântece ale anului 2005. El a fost urmat de alte trei șlagăre — „Stickwitu”, „Beep” și „Buttons” — toate obținând clasări și vânzări ridicate. Acestea, împreună cu piese precum „I Don't Need a Man” sau „Wait a Minute”, au ajutat materialul de proveniență, PCD, să se comercializeze în peste șapte milioane de unități la nivel global. Formația și-a întrerupt activitatea timp de aproximativ un an, timp în care fiecare componentă a grupului a dezvoltat o serie de proiecte independente.
În mai 2008 a fost lansată înregistrarea „When I Grow Up”, cea care anunța lansarea unui nou album de studio. Totuși, în aceeași perioadă s-a anunțat faptul că interpreta Carmit Bachar a părăsit ansamblul, optând pentru o carieră independentă. Cântecul a devenit un șlagăr la nivel mondial și a câștigat un premiu Video Music Awards. Discul de proveniență, Doll Domination, a început a fi comercializat la scurt timp și a fost promovat cu ajutorul altor compoziții, cea mai de succes fiind balada „I Hate This Part”. Datorită vânzărilor scăzute, materialul a fost relansat în diverse regiuni, în urma performanțelor obținute de preluarea „Jai Ho! (You are My Destiny)”. În urma unor controverse create în timpul erei Doll Domination, o parte dintre componentele formației au blamat tratamentul preferențial primit de Scherzinger, lucru ce a culminat cu plecarea Jessicăi Sutta din grup în ianuarie 2010 și la destrămarea formației. Pussycat Dolls a vândut peste 54 de milioane de înregistrări la nivel mondial, fiind una din cele mai bine vândute formații de fete din toate timpurile. În 2012, Pussycat Dolls s-a clasat pe locul 100 în clasamentul VH1 100 Greatest Women in Music, și pe locul al zecelea ca cel mai bun grup de fete.

## Cariera artistică

### 1993 — 2003: Începuturile ca formație de dans
Robin Antin a început să ia în considerare ideea întemeierii unui grup de dans burlesque în timpul anilor '90, alături de Carla Kama și actrița Christina Applegate. Prima reprezentație a trupei a avut loc în anul 1995. În acea perioadă, componentele formației apăreau în timpul interpretărilor în compania unor vocaliști de acompaniament, susținând spectacole pe muzica anilor '50 și '60. În timpul prezentărilor susținute, membrele Pussycat Dolls erau costumate în lenjerie sau costume în stil „pin-up”, pentru a se asorta cu înregistrările ce acompaniau reprezentațiile. Primul spectacol al grupului a fost susținut în clubul din Los Angeles, California „The Viper Room”, în anul 1995, la doar doi ani de la formarea ansamblului. Trupa a oferit reprezentații în același local timp de șase ani, până în 2001. Una dintre dansatoarele principale ale trupei a fost viitoarea actriță Carmen Electra. În timpul perioadei de activitate, formația a participat la evenimente unde au fost acompaniate de artiste precum Britney Spears, Charlize Theron sau Gwen Stefani. Notorietatea Pussycat Dolls a fost în creștere în ultimii ani de parteneriat cu Electra, în anul 1999 apărând într-un pictorial al revistei americane Playboy. Acesta a fost urmat de un altul, în 2002, prezentat în publicația Maxim. O parte dintre componentele grupului au apărut în filmul Charlie's Angels: Full Throttle (ro: Îngerii lui Charlie: În goana mare) și în videoclipul „Trouble” al solistei Pink. La scurt timp formația a fost refăcută, acest lucru fiind datorat faptului că s-a dorit introducerea sa pe piața muzicală. În prezent, a fost lansat un proiect paralel celui muzical, intitulat „Pussycat Dolls Lounge”, care se continuă până în prezent.

### 2003 — 2007: Reformarea grupului și debutul discografic

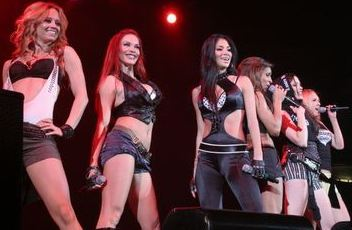
Pussycat Dolls în timpul unui recital susținut în Washington, S.U.A. (decembrie 2006).

Crearea grupului muzical a început în anul 2003, la inițiativa lui Robin Antin. În acest scop au fost recrutate șase componente, Nicole Scherzinger (cunoscută pentru cariera alături de formația Eden's Crush), Ashley Roberts, Kimberly Wyatt, Melody Thornton, Jessica Sutta și Kaya Jones (care a părăsit Pussycat Dolls la scurt timp), lor urmând să li se alăture Carmit Bachar, una dintre dansatoarele primei trupe artistice. De asemenea, actrița Carmen Electra (o fostă componentă a vechiei formații de burlesque) a fost abordată de Antin în vederea aderării la grup, însă aceasta a refuzat propunerea. În anul 2004 noul grup format a lansat cântecul „Sway”, o preluare după șlagărul cu același nume, noua versiune fiind inclusă pe coloana sonoră a producției cinematografice Shall We Dance?. În același an, a fost imprimată compoziția „We Went as Far as We Felt Like Going” ea fiind inclusă pe coloana sonoră a filmului de animație Shark Tale.
În vara anului 2005 a început promovarea primului extras pe single al materialului de debut în noua formulă. Cântecul, intitulat „Don't Cha”, i-a fost inițial oferit lui Paris Hilton, însă aceasta a refuzat-o. Piesa a devenit un succes la nivel global, ocupând poziția secundă în Billboard Hot 100, câștigând locul 1 într-o serie de țări din America, Europa sau Oceania. Compoziția a devenit unul dintre cele mai cunoscute discuri single ale acelui an, fiind considerată una dintre cele mai mari realizări ale grupului. Al doilea cântec promovat de pe viitorul album, balada „Stickwitu”, s-a dovedit a fi un bun predecesor pentru șlagărul „Don't Cha”, el debutând pe treapta cu numărul 1 în Regatul Unit și câștigând prima poziție în Noua Zeelandă la scurt timp de la lansare. Comercializarea materialului de proveniență al celor două compoziții, intitulat PCD, a început la scurt timp, numărul ridicat de unități comercializate în primele șapte zile determinând clasări notabile în ierarhiile de specialitate. Pentru înregistrarea „Stickwitu” formația a primit o nominalizare la Premiile Grammy, însă trofeul a fost ridicat de formația Black Eyed Peas. Un al treilea extras pe disc single a fost „Beep”, o colaborare cu solistul grupului menționat anterior. Piesa s-a bucurat de un videoclip și de o serie de interpretări, în urma cărora a obținut poziționări înalte în clasamente. În vara anului 2006 a luat startul campania de promovare a cântecului „Buttons” — înregistrat în compania artistului american Snoop Dogg — care a devenit cel de-al patrulea șlagăr de locul 1 în Noua Zeelandă al grupului, toți predecesorii săi reușind această performanță. De asemenea, „Buttons” a reprezentat și întoarcerea în primele trei trepte ale clasamentului american Billboard Hot 100. Următoarele două discuri single — „I Don't Need a Man” și „Wait a Minute” — nu au reușit să egaleze succesul primelor patru șlagăre, însă au ajutat materialul de proveniență să își sporească numărul de unități comercializate.
În prima parte a anului 2007, postul de televiziune The CW a început difuzarea emisiunii-concurs Pussycat Dolls Present: The Search For the Next Doll, spectacol ce își propunea să găsească o a șaptea componentă a grupului. În urma celor opt episoade, învingătoare a fost declarată Asia Nitollano, însă cariera sa alături de formație a fost de scurtă durată, ea optând pentru o afirmare pe plan independent. Pe parcursul aceluiași an, cele șase componente ale Pussycat Dolls au filmat un nou videoclip pentru lansarea promoțională „Right Now”, cântecul fiind utilizat în timpul spectacolului NBA on ABC, el fiind distribuit și în format digital. La sfârșitul oricărei forme de promovare a albumului PCD, acesta înregistrase vânzări de peste șapte milioane de exemplare la nivel global. Cu toate acestea, solista grupului, Nicole Scherzinger a dorit să se concentreze asupra unei cariere independente, lucru ce a dus la amânarea înregistrărilor pentru un nou material.

### 2007 — 2008: Activități independente
Timp de aproximativ doi ani de zile solista grupului, Nicole Scherzinger, a lucrat la propriul său material discografic. În scopul promovării viitorului proiect, artista a lansat discul single „Whatever U Like”, primul de pe albumul Her Name Is Nicole. Cântecul — o colaborare cu T.I. — nu s-a bucurat de succesul sperat, lucru declarat chiar de producătorul piesei, Pollow Da Don. Singurele prezențe notabile au fost înregistrate în Bulgaria și România, în ambele țări urcând în top 10. Datorită acestui fapt, Scherzinger a filmat un videoclip pentru un nou extras pe single, intitulat „Baby Love”. Campania de promovare a acestuia a culminat cu interpretarea compoziție în cadrul ceremoniei MTV Europe Music Awards 2008 desfășurate în Germania, lucru ce a determinat un debut puternic în cadrul ierarhiilor din această țară. Ulterior, după un sondaj realizat de artistă prin intermediul website-ului său oficial, s-a ajuns la concluzia că înregistrarea „Puakenikeni” va fi lansată ca cel de-al treilea single. În ciuda acestui aspect, datorită unei campanii de promovare deficitare, cântecul a devenit un eșec în materie de vânzări. Toate aceste au dus la o succesiune de amânări ale albumului de proveniență, care în cele din urmă nu a mai fost lansat.

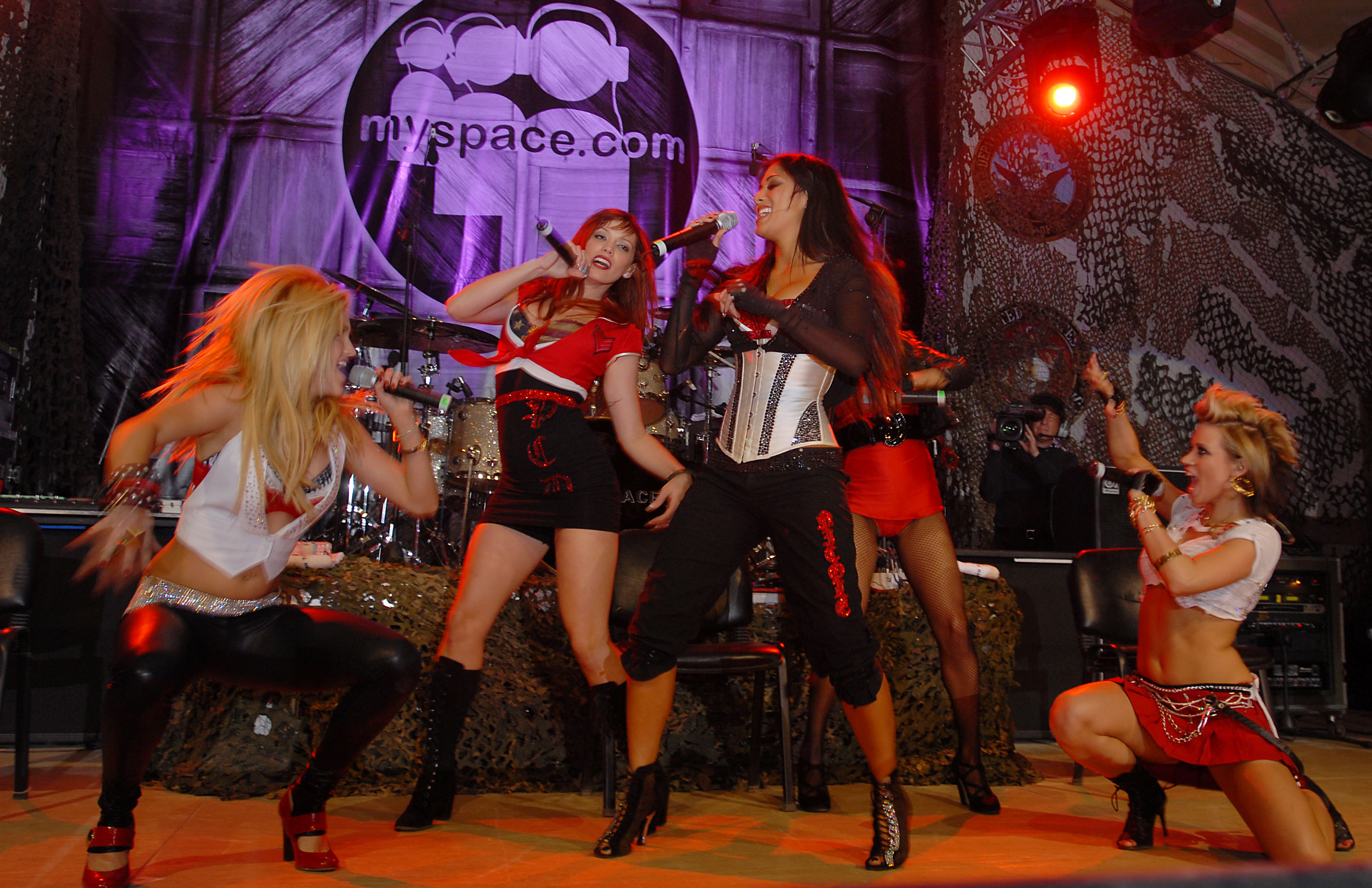
Pussycat Dolls susținând un concert în Afghanistan. (martie 2008).

În aceeași perioadă, Melody Thornton a colaborat cu interpretul de muzică rap Jibbs, ea imprimând alături de acesta cântecul „Go Too Far”. În ciuda faptului că a beneficiat de o campanie de promovare, discul single a activat izolat, doar în Noua Zeelandă, regiune unde a obținut locul 17. Colega sa, Ashley Roberts și-a făcut debutul în lumea cinematografiei prin intermediul producției Make It Happen. Filmul a fost blamat de criticii de specialitate, website-ul Rotten Tomatoes afișând o medie a aprecierilor de 24%. Pelicula a obținut locul 36 în lista „celor mai slabe filme ale anului 2008”, realizată de The Times. De asemenea, Make It Happen a fost lansat în format DVD într-o serie de state. Jessica Sutta a fost și ea implicată într-o serie de proiecte independente. Artista a lansat în colaborare cu solistul Dave Aude piesa „Make It Last”, care a atins prima poziție în clasamentul Billboard Hot Dance/Club Play. La scurt timp, aceasta a fost solicitată și de Paul Van Dyke pentru cântecul „White Lies. Înregistrarea a devenit un șlagăr în țări precum Bulgaria sau Finlanda, unde s-a clasat în top 10.

### 2008 — 2009: Controverse și materialul «Doll Domination»
Datorită amânării albumului lui Scherzinger, grupul a reînceput înregistrările pentru cel de-al doilea material discografic de studio. La scurt timp însă, interpreta Carmit Bachar a declarat că și-a încheiat colaborarea cu formația, din dorința de a-și construi o carieră independentă. În urma acestui eveniment, Pussycat Dolls a rămas în formula de cvintet. Grupul a revenit în atenția publicului odată cu promovarea următorului single, „When I Grow Up”, ce anunța lansarea unui nou disc semnat Pussycat Dolls. Înregistrarea a fost interpretată în timpul galei MTV Movie Awards 2008, lucru ce a facilitat avansarea în topurile americane. Cântecul a devenit un succes la nivel mondial, intrând în top 10 în majoritatea clasamentelor unde a activat, ajungând totodată cel mai bine clasat single al grupului în Franța. Acesta a fost urmat de „Whatcha Think About That”, promovat doar pe teritoriul american, care a devenit un eșec la momentul lansării, însă a beneficiat de poziționări notabile în Irlanda și Regatul Unit (unde a fost lansat ca cel de-al treilea single). Comercializarea albumului de proveniență, Doll Domination, a luat startul în septembrie 2008. Materialul a înregistrat un parcurs mai slab decât predecesorul său, staționând în clasamente timp de doar câteva săptămâni.

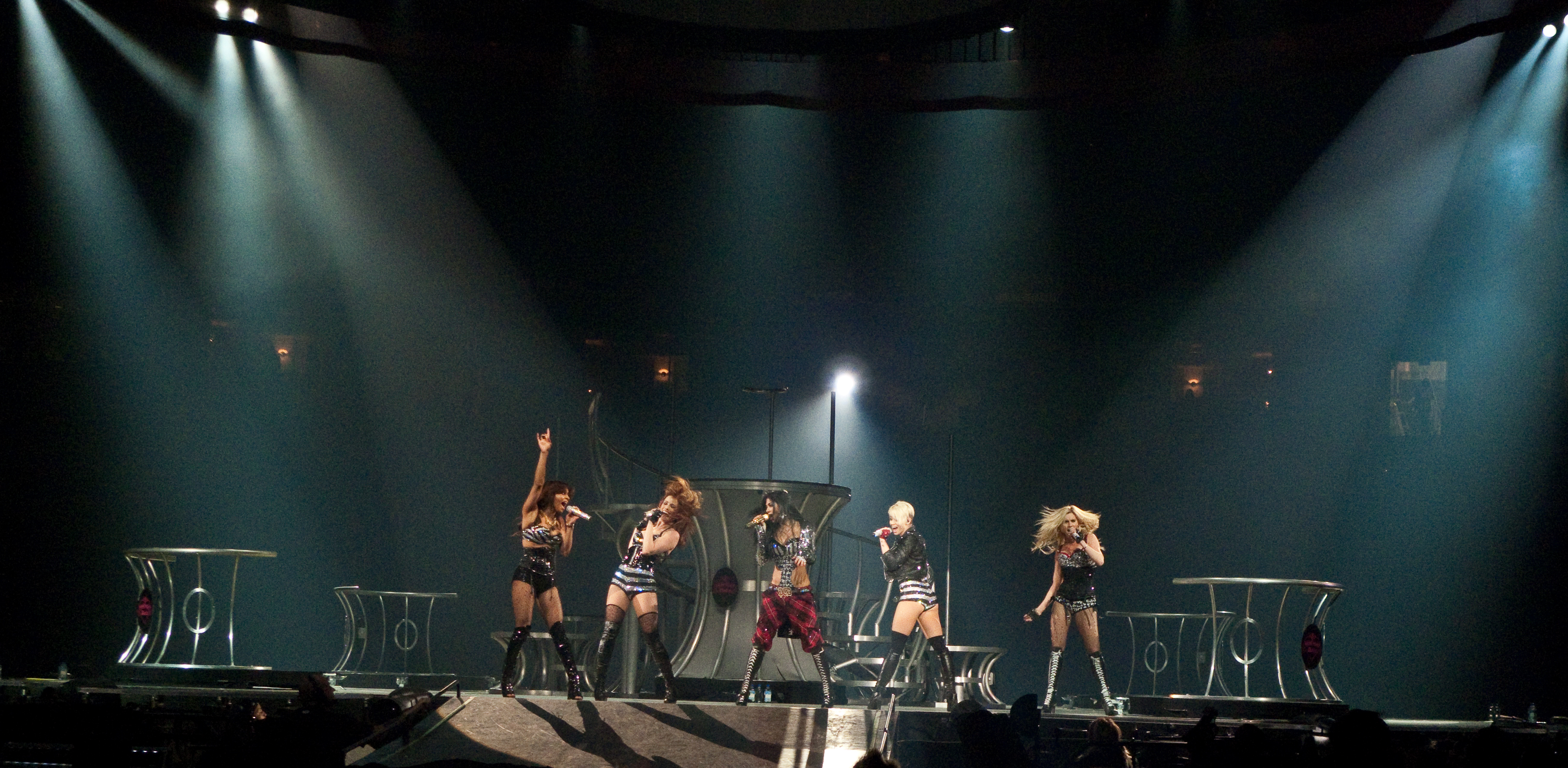
Pussycat Dolls în timpul unui concert susținut în cadrul turneului World Domination. (martie 2009).

Cu toate acestea, de pe album au mai fost comercializate două piese — „I Hate This Part” și „Bottle Pop” — ambele beneficiind de câte un videoclip și de campanii de promovare. Primul a fost lansat la nivel global, obținând locul 1 în România, în timp ce al doilea a fost lansat doar în Germania și Oceania, în regiunea europeană nereușind să promoveze în ierarhiile oficiale. Pentru a crește popularitatea discului Doll Domination, formația a imprimat o preluare a cântecului „Jai Ho”, aflat pe coloana sonoră a filmului Vagabondul milionar, cântec ce a câștigat un premiu Oscar. Versiunea grupului a devenit un șlagăr la nivel global, ocupând locul 1 în țări precum Australia, Finlanda sau Irlanda. Piesa a fost succedată de lansarea unui remix al baladei „Hush Hush”, varianta originală ocupând prima poziție în Rusia înaintea unei lansări oficiale. Versiunea reorchestrată a beneficiat de un videoclip și a activat moderat în clasamente. O ediție reeditată a discului a fost lansată în Australia, în timp ce una distinctă a început a fi comercializată pe teritoriul britanic. Doll Domination a înregistrat vânzări mai slabe decât predecesorul său, PCD, o scăderi importante fiind obținute în țări precum Regatul Unit (de la aprox. un milion la aprox. 100.000 de exemplare) sau S.U.A. (de la aprox. trei milioane la aprox. 0,4 milioane). Pe lângă acest aspect, formația a fost implicată într-o serie de controverse datorită faptului că ultimele două extrase pe single au fost lansate sub titulatura „Pussycat Dolls în colaborare cu Nicole Scherzinger”, ceea ce a condus la o serie de întrebări legate de despărțire. Pentru a promova albumul, formația a susținut un turneu de promovare și a acompaniat-o pe Britney Spears într-o serie de concerte adiționale.

### 2009 — 2010: Destrămarea formației
Odată cu încheierea campaniei de promovare a celui de-al doilea album, formația și-a întrerupt activitatea pe o perioadă nedeterminată, lucru confirmat de interpreta Melody Thornton. În urma unor zvonuri despre despărțirea definitivă apărute în mediul online, inițiatoarea grupului, Robin Antin, a clarificat faptul că un nou material este în curs de completare. Aceasta a dezmințit afirmațiile conform cărora artistele componente vor păși pe drumuri separate, declarând că în acest caz, confirmarea oficială va veni din partea sa. În octombrie 2009, Kimberly Wyatt a oferit o serie de interviuri, într-unul dintre acestea descriind relația cu Scherzinger ca fiind „mai mult una de afaceri decât de prietenie”. Ulterior, aceasta a mai adăugat faptul că Antin va aduce interprete noi, în cazul în care componentele actuale vor decide să plece. De asemenea, ea a declarat că lucrează la propriul său material discografic. În timpul emisiunii americane The Wendy Williams Show, Antin a afirmat faptul că dorește să aducă noi componente, în timp ce unele dintre vechile membre vor începe o serie de proiecte independente, însă Scherzinger va rămână în formație.
La începutul anului 2009, Jessica Sutta a anunțat faptul că a părăsit formația și va începe să lucreze la un album pe cont propriu. În timpul unui interviu acordat publicației E! Online, artista a declarat că după ce a suferit un accident în timpul spectacolelor de promovare, a fost trimisă în Los Angeles, fără a i se oferi suportul necesar. De asemenea, Sutta a declarat că Nicole Scherzinger primește tratament preferențial, spre deosebire de restul grupului, ea fiind cea care interpretează toate părțile vocale și decide durata de apariție a fiecărei componente în videoclipuri. La scurt timp, Kimberly Wyatt și Ashley Roberts au declarat faptul că au părăsit formația. Wyatt a confirmat că toate membrele au părăsit formația, inclusiv Melody Thornton. În ciuda schimbărilor, pe 24 mai se zvonea că o pentru a treia oară trupa va fi refăcută alături de Scherzinger. Totuși, la sfârșitul anului 2010, Scherzinger a părăsit formația pentru a urma o carieră solo. Astfel formația a rămas fără membri.

## Turnee

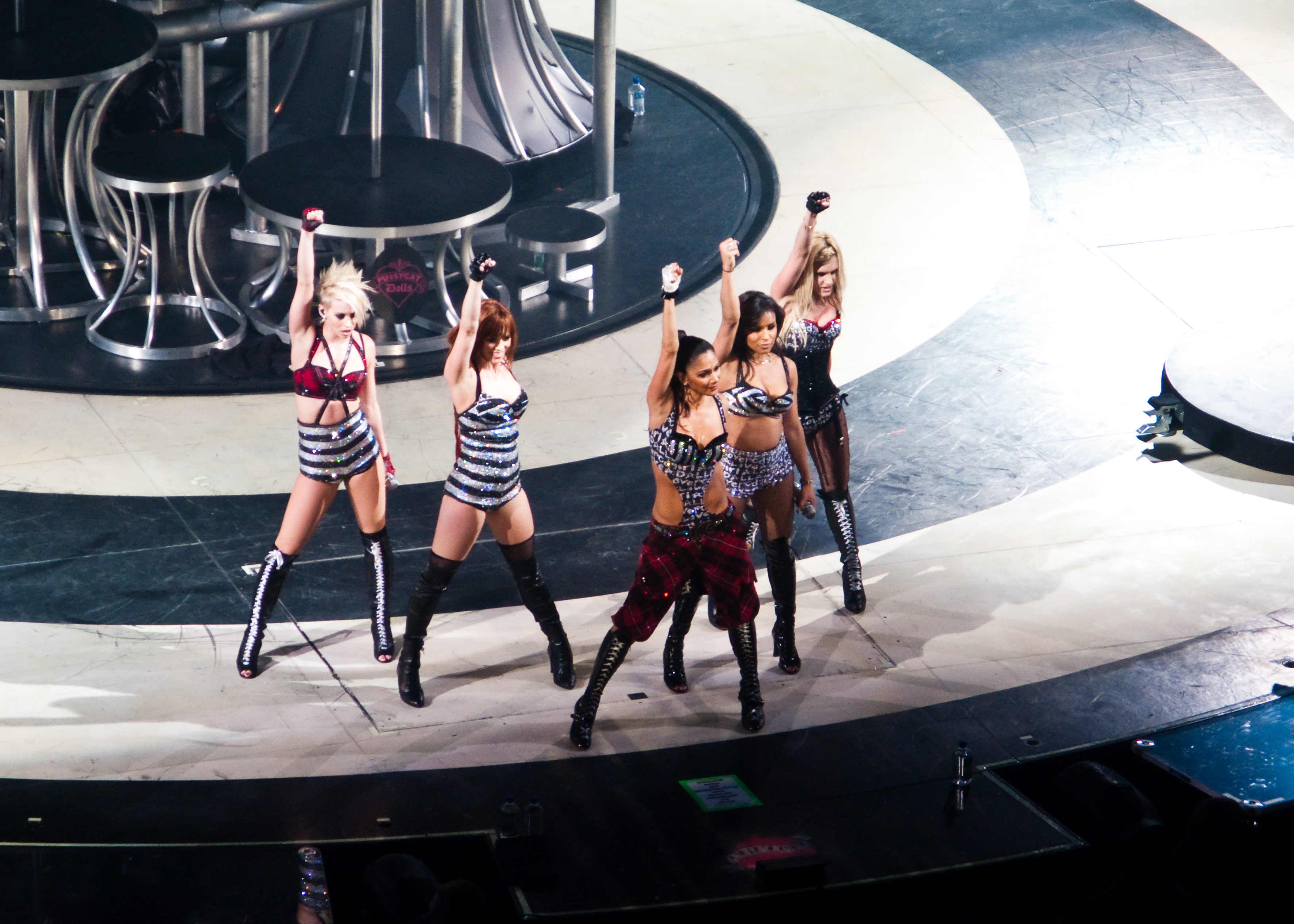
Pussycat Dolls în timpul unui recital susținut alături de interpreta Britney Spears. (martie 2009).

În anul 2006, formația cântat în deschiderea unei serii de concerte susținute de Black Eyed Peas. De-a lungul turneului de promovare, grupul a susținut peste treizeci și cinci de recitaluri în America și Europa. În același an Pussycat Dolls și-a susținut propriul turneu de promovare pe teritoriul european. Primul concert a fost susținut în noiembrie 2006 în Germania, seria de recitaluri luând sfârșitul în prima parte a anului următor. Pe teritoriul Regatului Unit formația a fost acompaniată de Rihanna în cadrul spectacolelor, ea promovându-și materialul A Girl Like Me. De asemenea, albumul PCD a fost prezentat publicului în timpul unui turneu al interpretei Christina Aguilera, la care au mai participat și componentele Danity Kane.
Pe data de 22 iunie 2007, formația a susținut și primul concert în România, el fiind găzduit de evenimentul CokeLive Festival, la care a mai participat artista de origine americană, Macy Gray, în deschiderea recitalului interpretând grupul muzical Simplu. Pentru promovarea albumului Doll Domination a fost inițiat turneul World Domination, care a vizitat continente precum Asia, America de Nord, Europa sau Oceania. Alături de artiste în concerte au mai fost invitați să cânte și Lady GaGa sau Ne-Yo. De asemenea, grupul și-a interpretat o serie dintre compoziții în cadrul unor spectacole susținute de Britney Spears.

## Imaginea

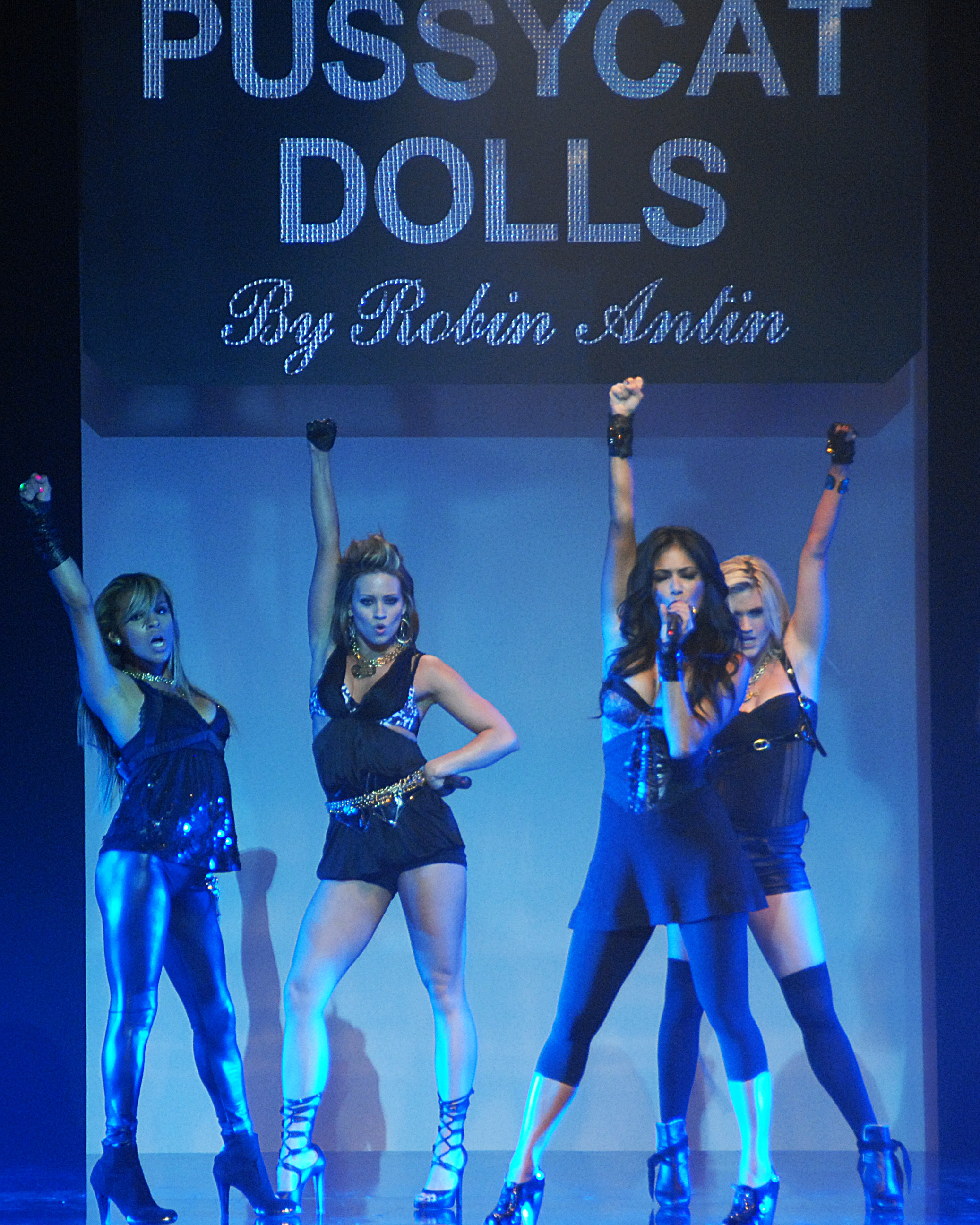
Formația Pussycat Dolls este recunoscută pentru imaginea sexuală abordată în reprezentațiile live și în videoclipuri.

Formația a fost des criticată pentru faptul că solista grupului, Nicole Scherzinger, este cea mai prezentă artistă componentă a ansamblului în videoclipurile și cântecele semnate Pussycat Dolls. În acest sens, editorul Margeaux Watson de la publicația americană Entertainment Weekly blamează omniprezența interpretei pe albumul Doll Domination, declarând că „Scherzinger nu este Beyoncé”, continuând, sub forma unei concluzii generale asupra formației: „există două tipuri de grupuri de fete: cele ancorate de un superstar (ex. Destiny's Child, The Supremes) sau cele compuse din personalități carismatice (The Spice Girls). The Pussycat Dolls nu fac parte din nicio categorie”. Allmusic remarcă faptul că „[albumul] sună precum opera unui singur vocalist”. În același cadru, Music OMH este de părere că „cea mai notabilă contribuție a restului grupului este să pozeze [...] pe coperta albumului”.
În anul 2006, Interscope Records a încercat să lanseze, în parteneriat cu compania Hasbro, o serie de păpuși pentru copii cu vârste între șase și nouă ani. Această inițiativă a fost blamată de un grup de asociații ale părinților care s-au opus acestui proiect, întrucât, în opinia lor, natura sexuală a formației Pussycat Dolls (prezentă în cântece, videoclipuri și interpretări) ar fi neadecvată pentru tineri. În urma acțiunilor intentate de aceste asociații, planurile pentru comercializarea jucăriilor a fost anulată. Ansamblul a întâmpinat dificultăți și în urma unui spectacol susținut în Kuala Lumpur, capitala Malaeziei. Autoritățile din acest teritoriu au blamat dansurile cu conținut cu caracter sexual și au amendat compania ce a organizat spectacolul cu suma de 3000 de dolari americani.

## Discografie
Albume de studio
- PCD (2005)
- Doll Domination (2008)

## Premii câștigate
| An   | Ceremonia de premiere       | Categorie                                          | Pentru:          | Rezultat | Note    |
| ---- | --------------------------- | -------------------------------------------------- | ---------------- | -------- | ------- |
| 2005 | Billboard Music Awards      | „Cel mai bine vândut single R&B/hip-hop al anului” | „Don't Cha”      | Câștigat | [ 108 ] |
| 2005 | Billboard Music Awards      | „Cel mai bine vândut single dance al anului”       | „Don't Cha”      | Câștigat | [ 109 ] |
| 2006 | Premiile TMF Belgia         | „Cel mai bun album internațional”                  | PCD              | Câștigat | [ 110 ] |
| 2006 | Premiile TMF Olanda         | „Cel mai bun artist nou (internațional)”           | —                | Câștigat | [ 110 ] |
| 2006 | MTV Video Music Awards 2006 | „Cel mai bun videoclip dance”                      | „Buttons”        | Câștigat | [ 111 ] |
| 2008 | MTV Video Music Awards 2008 | „Cel mai bun dans într-un videoclip”               | „When I Grow Up” | Câștigat | [ 11 ]  |